# Воротнів (заказник)
Воро́тнів — ботанічний заказник загальнодержавного значення в Україні. Розташований у межах Луцького району Волинської області, на північ від села Воротнів. 
Площа 600 га. Статус присвоєно згідно з постановою Ради Міністрів Української РСР від 03.08.1978 року № 383. Перебуває у віданні філії «Ківерцівське лісове господарство», Воротнівське л-во, кв. 18-40. 
Розташований на заліснених пагорбах північно-західної частини Рівненського плато. Охороняються корінні грабово-дубові та похідні грабово-березові, дубово-ясенові насадження з багатьма видами поліської і лісостепової рослинності. Загалом флора заказнику містить понад 900 видів вищих рослин. Підлісок розріджений, представлений крушиною, ліщиною, бруслиною європейською. У трав'яно-чагарниковому покриві — конвалія звичайна, копитняк європейський, вовчі ягоди звичайні, а також лілія лісова, любка зеленоквіткова, коручка чемерникоподібна, гніздівка звичайна, занесені до Червоної книги України. 
Фауна представлена звичайними видами, з рідкісних трапляється лелека чорний, занесений до Червоної книги України. 
Заказник має наукову та освітню цінність.

## Галерея

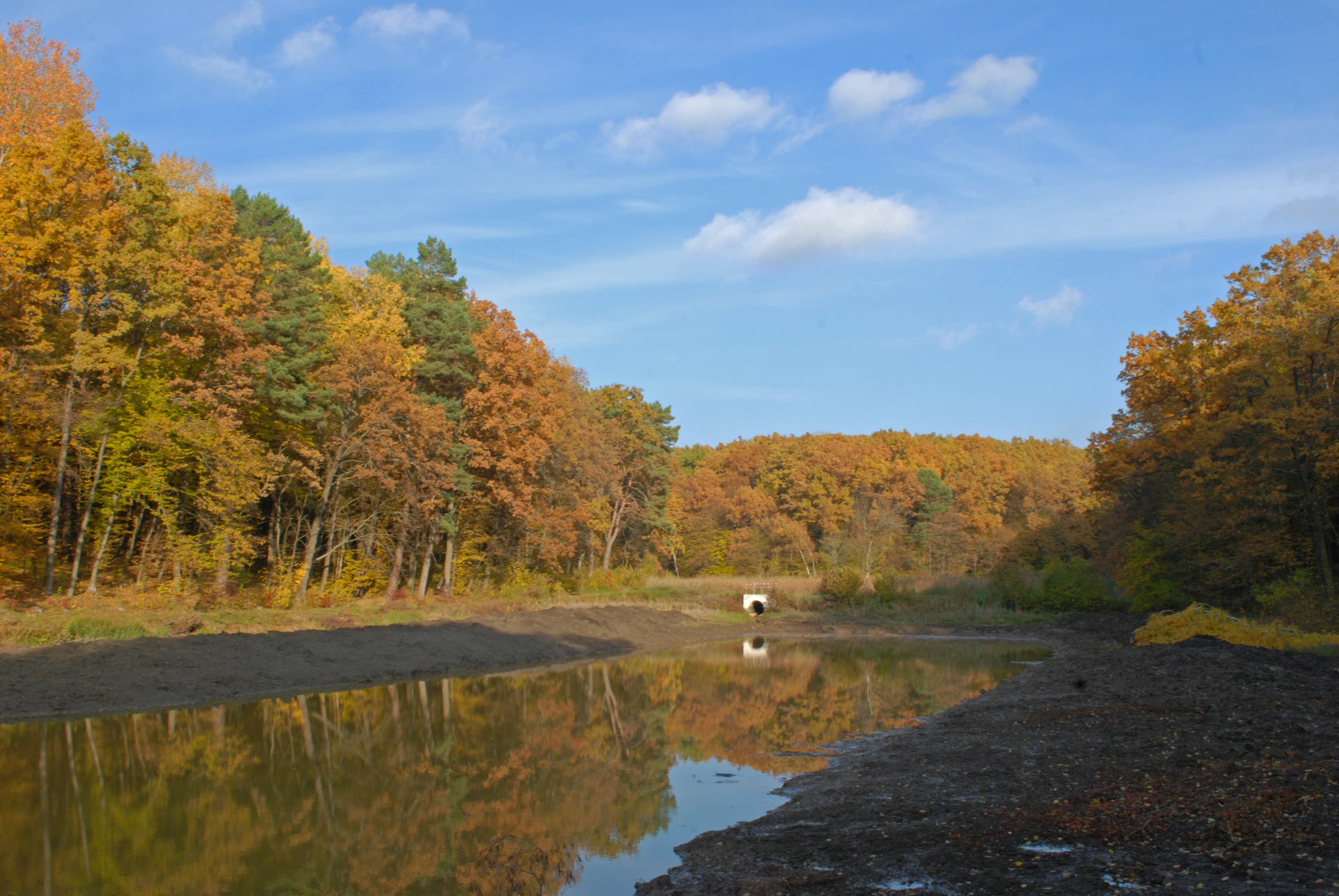
У жовтні 2015 року
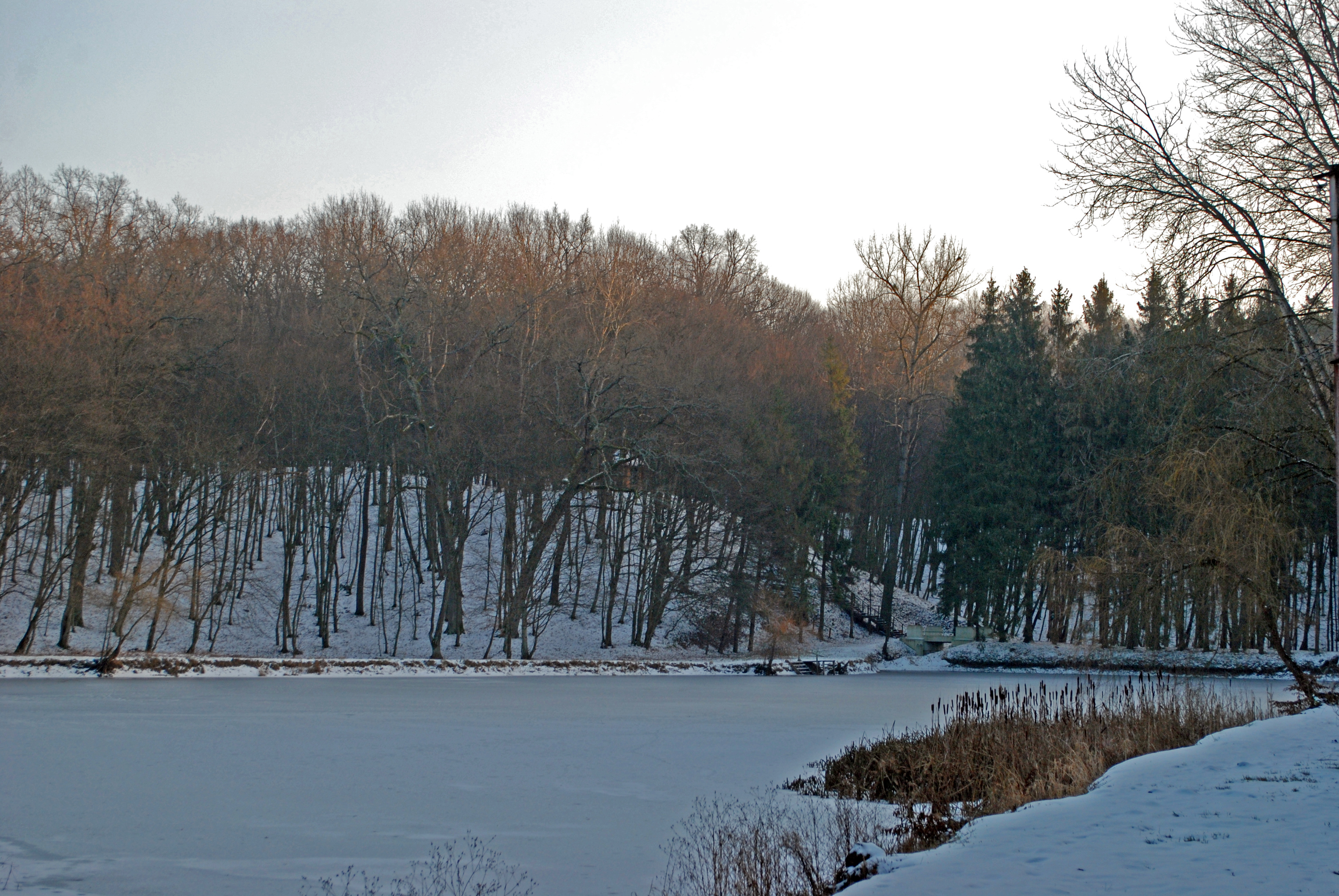
У січні 2017 року
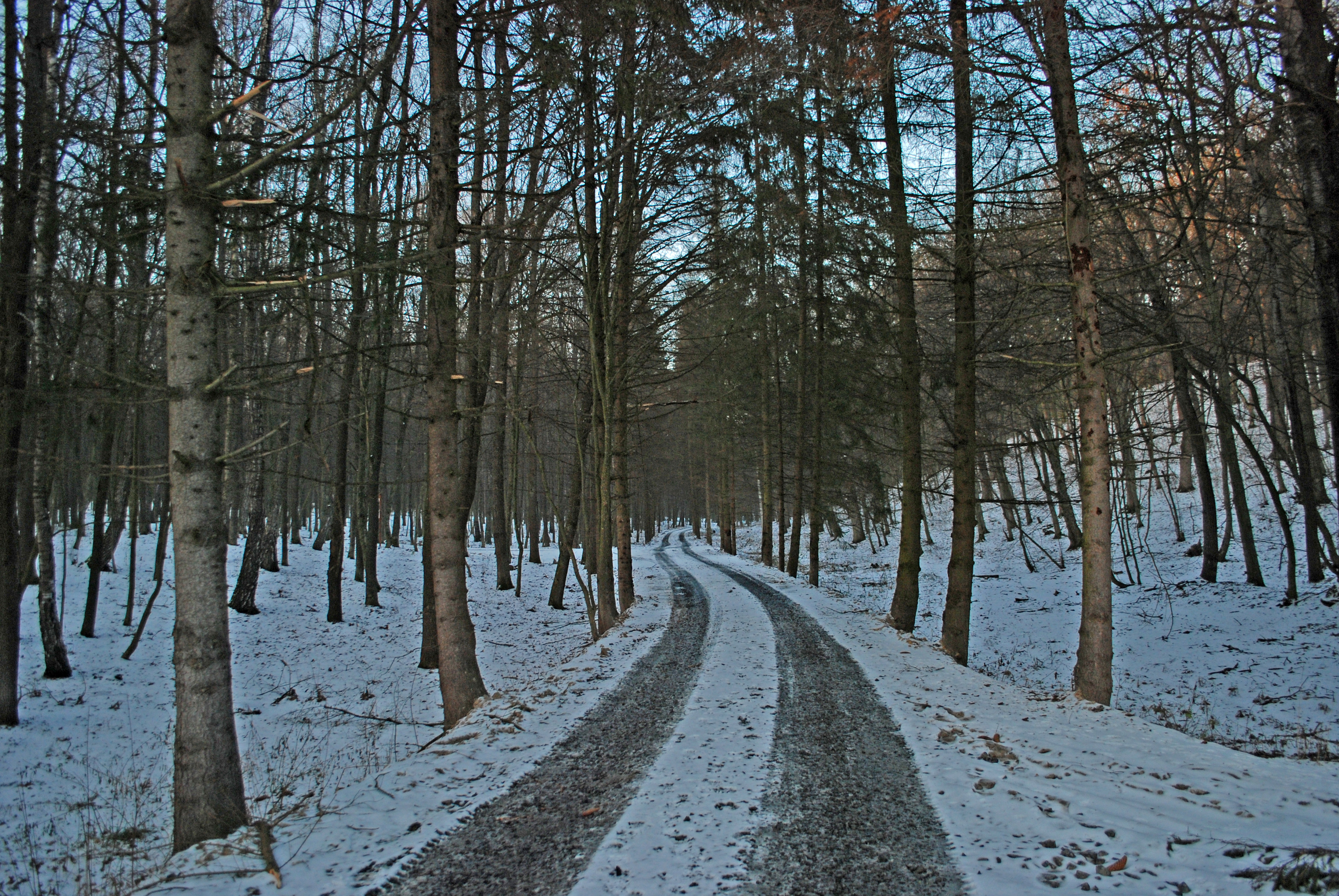
Дорога до ставків
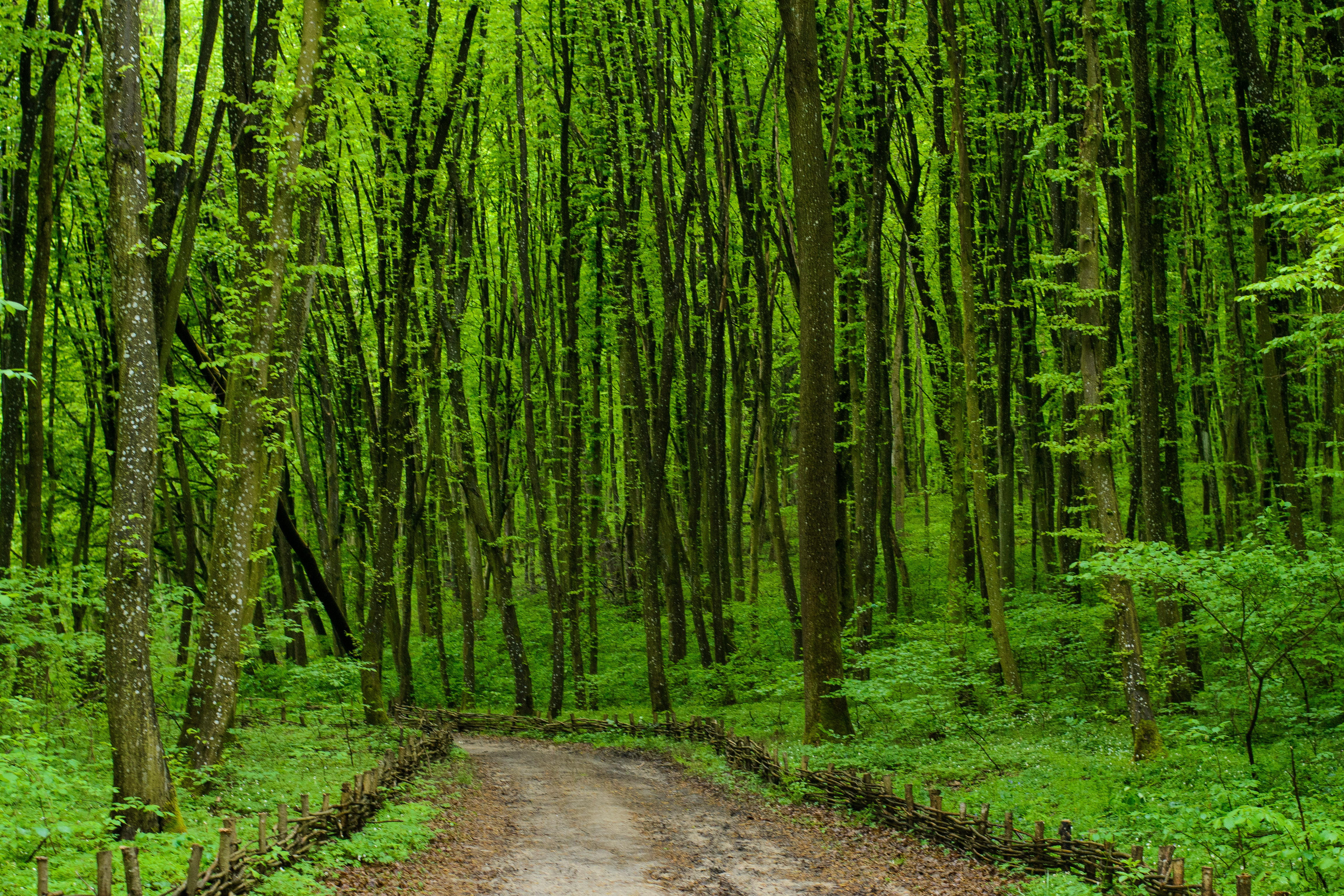
Стежка в лісі
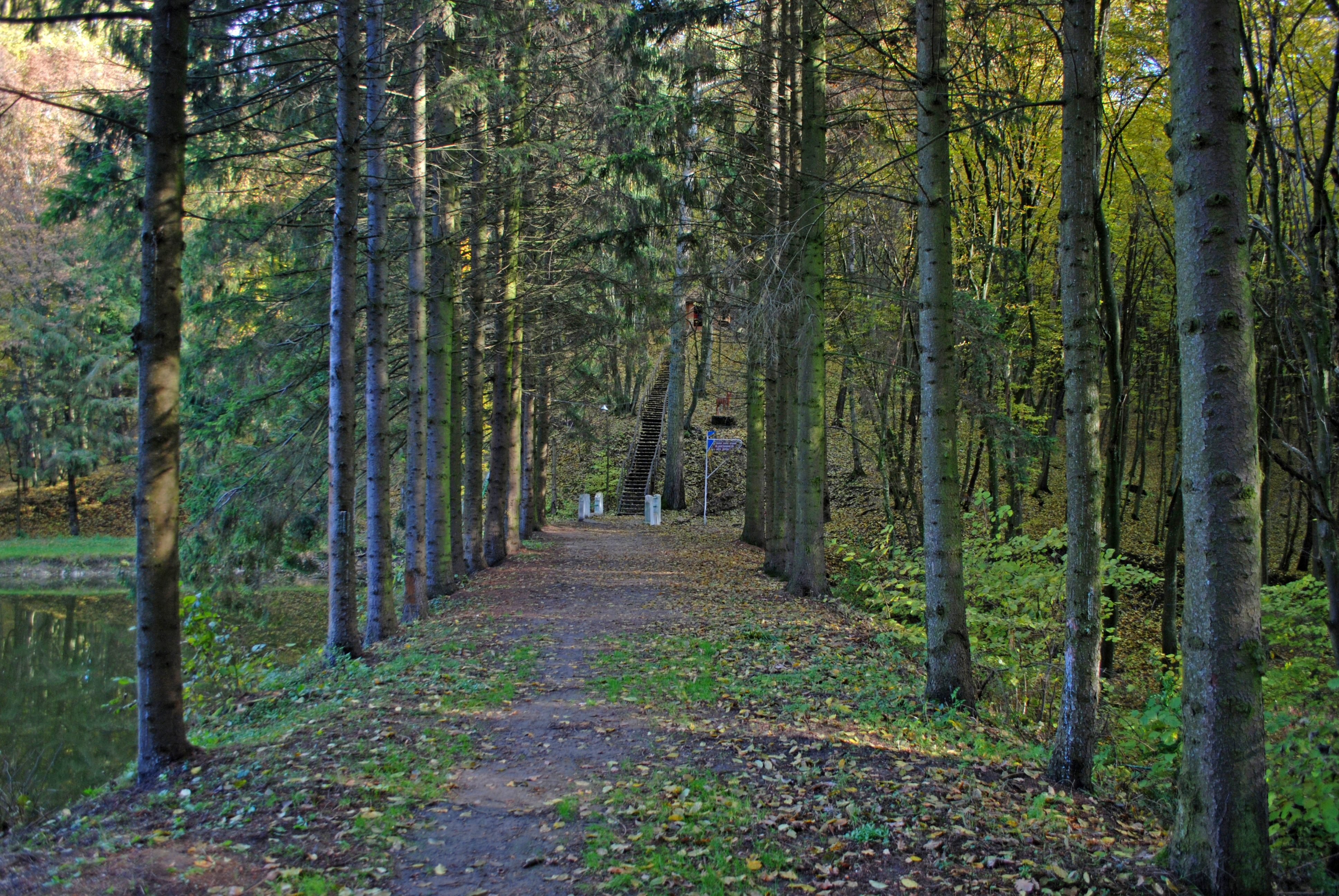
Алея на дамбі
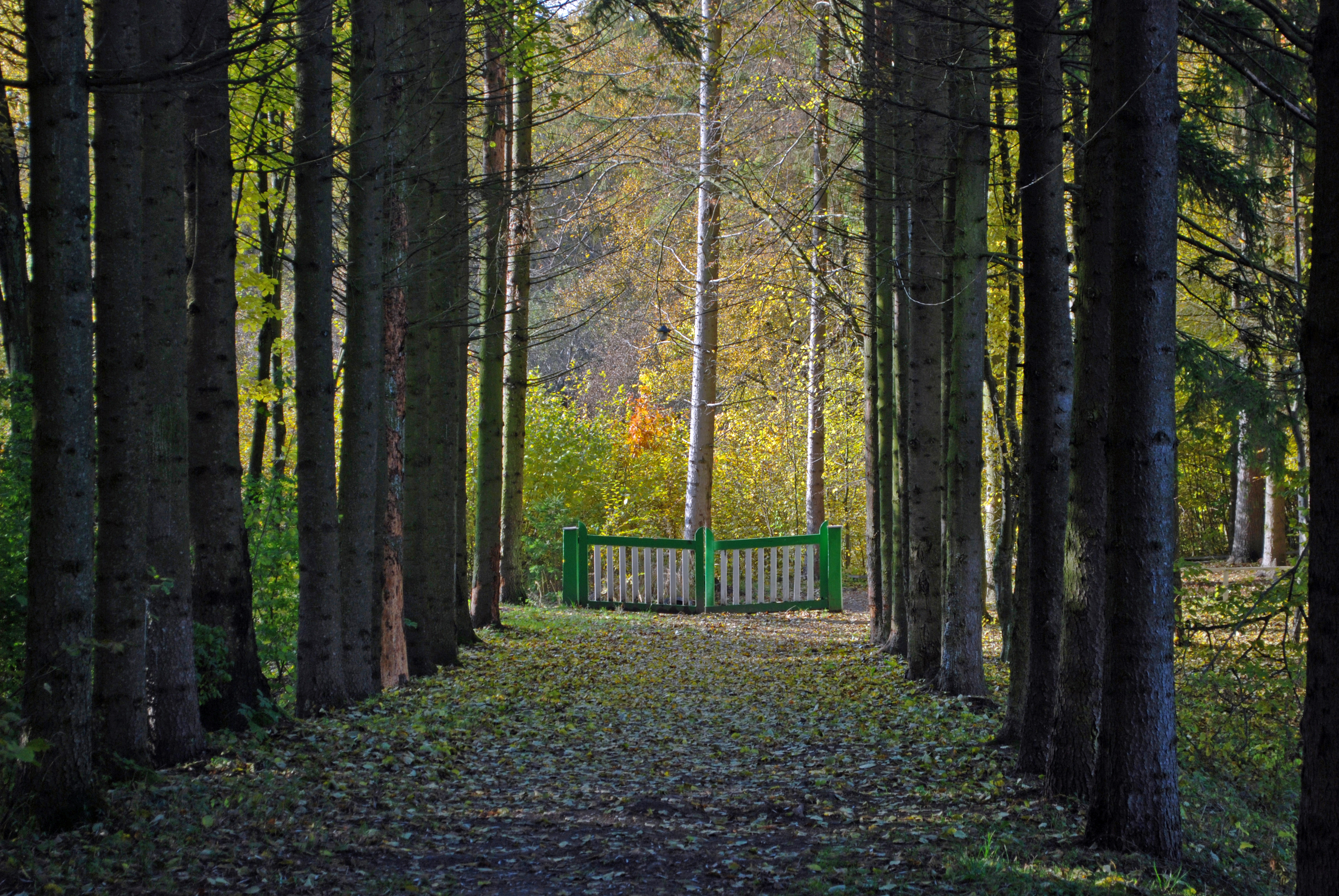
Алея з ялин

У 2017 році на території заказника запрацював «Лісівничий молодіжний центр».